# استانداری کرمانشاه
استانداری کرمانشاه یک نهاد مرتبط سازمان امور اداری کشور و نمایندهٔ دولت جمهوری اسلامی ایران در استان کرمانشاه است که در شهر کرمانشاه واقع شده‌است.

## فرمانداری‌ها
- فرمانداری شهرستان کرمانشاه
- فرمانداری شهرستان اسلام‌آباد غرب
- فرمانداری شهرستان سرپل ذهاب
- فرمانداری شهرستان سنقر
- فرمانداری شهرستان هرسین
- فرمانداری شهرستان کنگاور
- فرمانداری شهرستان جوانرود
- فرمانداری شهرستان صحنه
- فرمانداری شهرستان پاوه
- فرمانداری شهرستان گیلانغرب
- فرمانداری شهرستان روانسر
- فرمانداری شهرستان دالاهو
- فرمانداری شهرستان ثلاث باباجانی
- فرمانداری شهرستان قصر شیرین